# Vision Racing

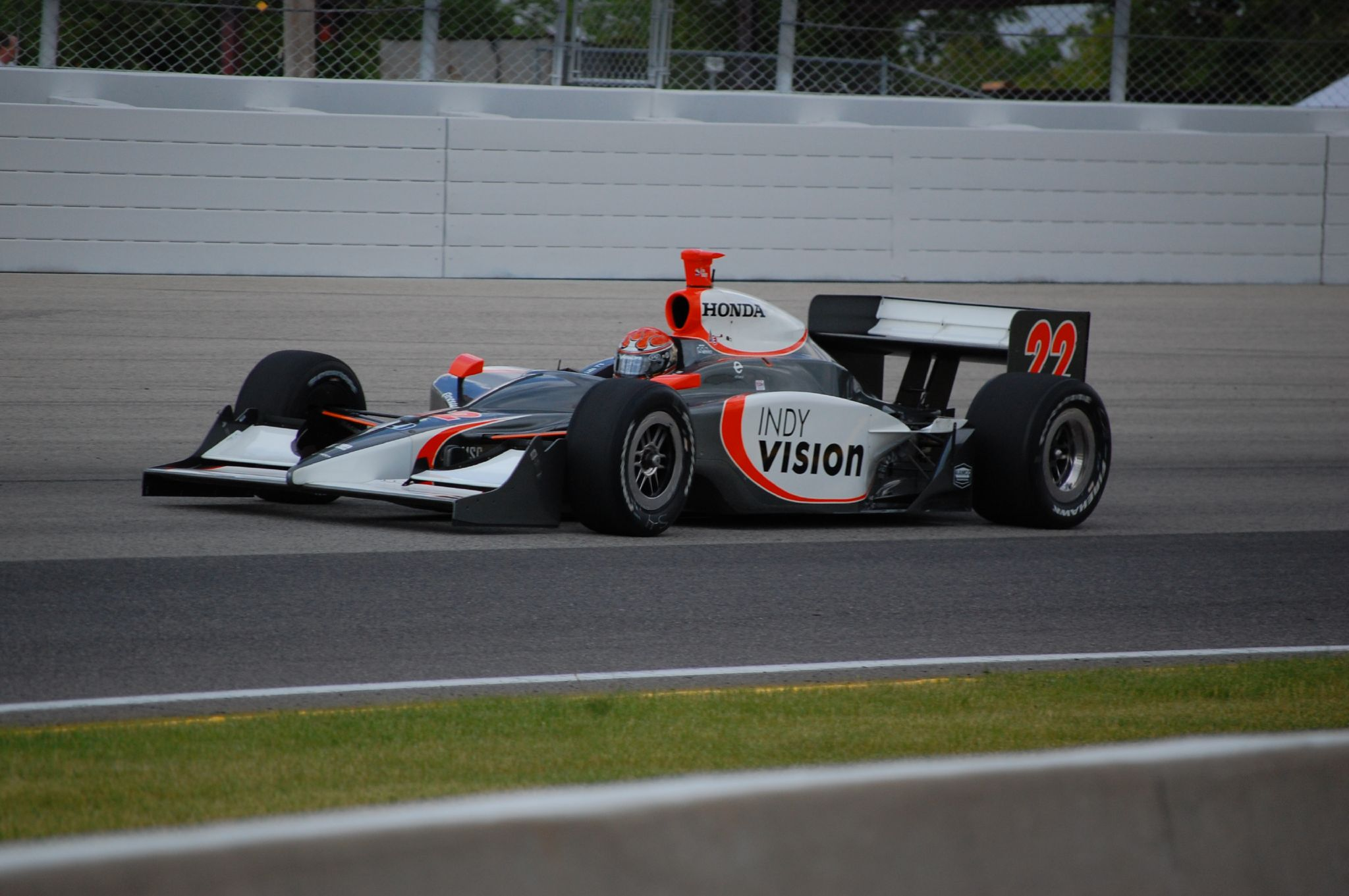
A.J. Foyt IV na torze w Milwaukee (2007)

Vision Racing – zespół wyścigowy startujący w seriach IndyCar Series i Grand-Am. Jego właścicielem jest założyciel IRL, Tony George.
W 2005 roku George kupił aktywa zespołu Kelley Racing, który wycofał się z IRL wskutek problemów finansowych i wystawił jeden samochód dla swojego pasierba, Eda Carpentera.
Carpenter pozostaje kierowcą Vision Racing do dziś, natomiast zespół w zależności od sezonu wystawiał dwa lub trzy samochody.
Na początku 2009 roku partnerem Carpentera był Ryan Hunter-Reay, ale wskutek problemów finansowych, odszedł do A.J. Foyt Enterprises, a zespół ponownie będzie wystawiać tylko jeden samochód.
Najlepszym wynikiem Vision Racing w IRL jest drugie miejsce osiągnięte przez Hunter-Reaya na torze ulicznym w St. Petersburg.

## Kierowcy IndyCar Series
- Townsend Bell (2006)
- Ed Carpenter (2005-2010)
- A.J. Foyt IV (2007-2008)
- Davey Hamilton (2007-2008, tylko Indianapolis 500)
- Ryan Hunter-Reay (2009)
- Tomas Scheckter (2006-2007)
- Paul Tracy (2008, tylko wyścig w Edmonton)